# 拉佩尼亚
拉佩尼亚，是西班牙卡斯蒂利亚-莱昂萨拉曼卡省的一个市镇。 总面积25平方公里，总人口80人（2022年1月1日），人口密度6人/平方公里。